# Sultanat de Hérat
1717–1732
Entités précédentes :
- Séfévides

Entités suivantes :
- Afcharides

Le sultanat de Hérat est un sultanat centré sur la ville de Hérat, dans l'ouest de l'actuel Afghanistan, indépendant de 1717 à 1732.

## Histoire
Dès le XVIe siècle, la tribu pachtoune des Abdali apparaît comme alliée des Séfévides. Elle représente leurs intérêts autour de Kandahar contre les Moghols qui tentent à plusieurs reprises d'envahir la région. Les sultans abdalis de la famille Saddozai reçoivent des Séfévides le titre de mir-i Afghan, qui se transmet dans leur dynastie tout au long du XVIIe siècle.
La domination persane sur l'ouest de l'Afghanistan s'effrite après la révolte de Mirwais Khan, qui établit un sultanat hotaki indépendant à Kandahar en 1709. Le sultan saddozai Abd Allah Khan s'empare de la ville de Hérat en 1717 et y fonde à son tour un sultanat. En 1719, son fils Asad Allah Khan bat près de Kafir Qala (en) une armée séfévide venue reprendre le contrôle de la région. Il est tué l'année suivante en voulant conquérir Kandahar.
Abd Allah Khan défait une autre armée séfévide en 1721 et tente en vain d'assiéger Machhad. En son absence, son cousin Muhammad Zaman prend le contrôle de Hérat et se fait brièvement reconnaître sultan, mais Abd Allah Khan rentre en hâte dans sa capitale et le fait exécuter. Lui-même est assassiné à la fin de l'année par son cousin Qasim, qui ne règne que quelques mois avant qu'une jirga n'élève au trône Muhammad Khan, un fils d'Abd Allah Khan.
Les querelles dynastiques se poursuivent jusqu'à la fin de l'histoire du sultanat. Le pouvoir est disputé entre Muhammad Khan et Zulfiqar Khan, un fils de Muhammad Zaman, puis entre ce dernier et Allah Yar Khan, un autre fils d'Abd Allah Khan. Ces dissensions profitent au général afchar Nader Khan, qui rétablit l'autorité séfévide sur Hérat en 1729 après sa victoire à Kafir Qala (en). Il laisse dans un premier temps Allah Yar Khan au pouvoir comme gouverneur, mais si ce dernier se montre fidèle, ce n'est pas le cas de Zulfiqar Khan qui tente de prendre Machhad. Au terme d'une deuxième campagne (en) et d'un long siège, la ville de Hérat se soumet à Nader Khan, qui nomme un nouveau gouverneur et déporte plusieurs dizaines de milliers d'Abdalis.

## Liste des sultans de Hérat
- 1717-1721 : Abd Allah Khan
- 1721 : Muhammad Zaman Khan
- 1721-1722 : Shah Qasim Khan
- 1722 : Muqarrab Khan, frère d'Abd Allah Khan
- 1722-1724 : Shah Muhammad Khan, fils d'Abd Allah Khan
- 1725-1731 : Zulfiqar Khan, fils de Muhammad Zaman Khan
- 1725-1732 : Allah Yar Khan, fils d'Abd Allah Khan